# Garten-Wegschnecke
Die Garten-Wegschnecke (Arion hortensis), auch Echte Gartenwegschnecke und kurz Gartenschnecke genannt, ist eine Nacktschnecke aus der Familie der Wegschnecken (Arionidae), die zur Unterordnung der Landlungenschnecken (Stylommatophora) gestellt wird. Es handelt sich im Grunde um einen Komplex von drei nahe verwandten und schwer unterscheidbaren Arten, die früher meist unter diesem Namen vereinigt wurden. Dieser Artkomplex wird heute auch als Arion hortensis agg. bezeichnet.

## Merkmale
Die Garten-Wegschnecke misst in der Länge ausgestreckt bis etwa 50 mm, ist jedoch meist deutlich kleiner. Der Rücken ist dunkelblau bis annähernd schwarz mit leichter bräunlicher Tönung. Die Sohle ist meist bräunlichgelb, dunkelgelb bis tief orange gefärbt. auch der Körperschleim hat eine gelbliche Farbe. Bei jungen Tiere ist der Körper blaugrau mit einem dunkleren Rücken. Die erste Reihe Runzeln oberhalb der Fußsohle sind dicht gesprenkelt mit schneeweißen Pigmentpunkten. auch auf dem Dorsum sind hellgelbe Pigmentpunkte vorhanden. Auf dem Rücken und dem Mantel sind zwei dunklere Längsstreifen (Binden) vorhanden, die nach oben eher scharf begrenzt sind, unten eher verwischt sind. Die rechte Binde verläuft oberhalb des Atemloches. Die ausgestreckten dunklen Tentakel haben einen leichten Stich ins Rötliche oder Purpur, wenn sie vor einem hellen Hintergrund betrachtet werden.
Die Genitalöffnung befindet sich unterhalb des Mantelschlitzes, der zum Atemloch verläuft. Im Genitalapparat ist das Atrium zweigeteilt. Der freie Ovidukt, der Epiphallus und der Kanal der Spermathek gehen vom oberen Teil aus und stehen in einer Reihe. Der freie Ovidukt ist relativ lang und schlank, und ungefähr so weit wie der breiteste Teil des Epiphallus. Der Ovidukt besteht aus einem unteren ausstülpbaren Teil und einem festen, muskulösen oberen Teil. Der Epiphallus ist an der Basis etwas verdickt. Die innere Oberfläche sind mit Reihen von Papillen besetzt. Die Spermathek ist ein mehr oder weniger rundliche Struktur. Der Stiel der Spermathek ist kurz und ohne Verdickung oder Anschwellung.

## Ähnliche Arten
Die Garten-Wegschnecke (Arion hortensis) ist nach äußeren Merkmale nur schwer von der Gemeinen Wegschnecke (Arion distinctus) zu unterscheiden. Die beiden Bänder auf Rücken und Mantel stehen bei der Garten-Wegschnecke auf dem Mantel dichter zusammen als bei der Gemeinen Wegschnecke. Außerdem verlaufen diese Bänder auf dem vorderen Teil des Mantels parallel oder sie divergieren leicht, während sie bei der Gemeinen Wegschnecke eher konvergieren.

## Geographische Verbreitung und Vorkommen
Die Garten-Wegschnecke (A. hortensis) hat offenbar entgegen früheren Berichten eine begrenzte Verbreitung in Westeuropa (Niederlande, Belgien, Frankreich, und westlichster Teil Deutschland, Süddeutschland, Nordschweiz). Dagegen scheint die Gemeine Wegschnecke (Arion distinctus) eine weit größere Verbreitung zu haben, die sich weitgehend mit den früheren Angaben für Arion hortensis agg. deckt. In einigen Regionen kommen beide Arten zusammen vor. Arion owenii, die dritte Art aus dem Arion hortensis-Artkomplex ist bisher nur in einigen Regionen Englands nachgewiesen. Die Garten-Wegschnecke wurde in jüngerer Zeit in viele andere, gemäßigte der Regionen der Welt verschleppt, so nach Neuseeland, Nordamerika, Südafrika und Australien. Allerdings beziehen sich diese Nachweise wiederum meist auf Arion hortensis agg. Die Art kommt in Wäldern, Gebüschen und im Kulturgelände vor. In den Alpen steigt sie bis auf 2000 m über NN.

## Lebensweise
Die Garten-Wegschnecke ernährt sich von krautigen, chlorophyllreichen Pflanzen, d. h. von frischem Pflanzenmaterial. Auch Früchte wie z. B. Erdbeeren werden sehr gern gefressen. Eher seltener werden auch Pilze angefressen. Die Tiere leben sehr häufig auch im Boden und fressen Pflanzenteile bereits unter der Bodenkrume an.
Die Garten-Wegschnecke wird mit vier bis sechs Monaten geschlechtsreif. Nach der Paarung erstreckt sich das Ablegen der Eier über einen Zeitraum von zwei bis drei Monaten. In dieser Zeit werden etwa fünf bis acht Gelege mit jeweils 20 bis etwa 80 Eier in der Erde abgelegt, pro Tier etwa 150 bis 200 Eier. Die Eier sind milchigtrüb, oval und messen 2,0 bis 2,4 mm × 1,6 bis 1,8 mm. Nach ca. 20 bis 40 Tagen, in Abhängigkeit von der Temperatur, schlüpfen die Jungtiere. Die durchschnittliche Lebensdauer beträgt etwa neun Monate, unter idealen Zuchtbedingungen auch bis etwa 16 Monate. Die Populationen im Kulturgelände haben keinen ausgesprochenen saisonalen Zyklus. Es können zu jeder Zeit alle Stadien angetroffen werden. Alle Stadien können überwintern.

## Systematik
Unter dem wissenschaftlichen Namen Arion hortensis wurden früher bis zu drei Arten vereinigt (Arion hortensis, Arion distinctus und Arion owenii). Dieser Artkomplex wird in der Literatur auch als Arion hortensis agg. bezeichnet. Gelegentlich wurde Arion distinctus auch schon früher von Arion hortensis unterschieden. Es ist nicht ausgeschlossen, dass sich unter diesem Namen noch weitere Arten verbergen.
Die Gattung Arion wird von manchen Autoren in Untergattungen unterteilt. In dieser Untergattungsgliederung werden die drei Arten des Arion hortensis-Artkomplexes zur Untergattung Kobeltia gerechnet.

## Schadwirkung und Bekämpfung
Die Garten-Wegschnecke gilt als einer der größten Schädlinge in Landwirtschaft und Gartenbau. Nach Frömming wird kaum eine lebendfrische, höhere Pflanze verschont. Die Schäden entstehen nicht nur dadurch, dass Saatgut, Keimlinge, Stängel oder Triebe gefressen werden und die Blattfläche der Pflanzen verringert wird, sondern auch durch den Wertverlust des Gemüses oder der Setzpflanzen aufgrund von Fraßschäden, Schleimspuren auf den Pflanzen oder auch durch Besatz des Gemüses durch Schnecken selber bzw. durch deren Verunreinigung durch Schneckenkot. Häufig werden auch die Fraßstellen durch Pilze befallen und die geschädigten Pflanzen sterben sekundär durch Pilzbefall.
Natürliche Feinde der Garten-Wegschnecken sind die Schnegel. Weil Schnegel, unabhängig von ihrer Größe, die Eier anderer Schnecken und deren Nachkommen fressen, sind sie vor allem in Gemüsegärten als Nützlinge und nicht als Schädlinge anzusehen.
Die Bekämpfung der Garten-Wegschnecke erfolgt jedoch nicht artspezifisch, sondern ist allgemein gegen alle Nacktschneckenarten gerichtet. Die effizienteste mechanische Bekämpfungsmethode ist das Aufstellen von Schneckenzäunen. Das bei größeren Nacktschneckenarten ebenfalls geeignete Absammeln ist bei der z. T. unterirdisches Lebensweise und der Kleinheit der Garten-Wegschnecke wenig effektiv. Für die Bekämpfung mit chemischen Mitteln gibt es Präparate mit den Wirkstoffen Eisen(III)-phosphat, Metaldehyd und Methiocarb.
Die Garten-Wegschnecke ist Zwischenwirt für den Dachs-Lungenwurm Aelurostrongylus falciformis.